# Баймбай
Баймба́й (каз. Байымбай) —  упразднённое село в Бурабайском районе Акмолинской области Казахстана. Входило в состав Абылайханского сельского округа.

## География
Село располагалось в центральной части района, на расстоянии примерно 9 километров (по прямой) к северо-западу от административного центра района — города Щучинск, в 23 километрах к югу от административного центра сельского округа — села Кызылагаш.
Абсолютная высота — 353 метров над уровнем моря.
Ближайшие населённые пункты: село Озёрное — на юго-востоке.

## История
Село было упразднено в периоде 1991—1998 годов, в связи с реформами административно-территориального устройства Республики Казахстан.

## Население
В 1989 году население села составляло — 37 человек (из них русские — 59 %).
| Численность населения |
| 1989                  |
| --------------------- |
| 37                    |